# Tōru Terasawa

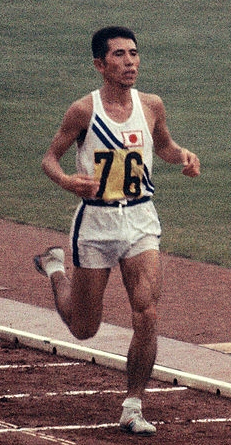
Tōru Terasawa

Tōru Terasawa (jap. 寺沢徹, Terasawa Tōru; * 4. Januar 1935 in der Präfektur Toyama; † 23. März 2025) war ein japanischer Marathonläufer.
1962 siegte er beim Fukuoka-Marathon in der japanischen Rekordzeit von 2:16:19 h, und im Jahr darauf brach er beim Beppu-Ōita-Marathon mit 2:15:16 h die Weltbestzeit von Abebe Bikila. 1964 gewann er erneut in Ōita und galt als einer der Favoriten beim Marathon der Olympischen Spiele in Tokio, bei dem er jedoch nur auf den 15. Platz kam, während Abebe Bikila seinen Titel von Rom verteidigte und zu einer weiteren Weltbestzeit von 2:12:12 h lief.
Im Dezember desselben Jahres verbesserte Terasawa mit einem Sieg in Fukuoka seinen japanischen Rekord auf 2:14:49. Zwei weitere Rekorde gelangen ihm bei seinen Siegen in Ōita 1965 und 1966 mit 2:14:38 und 2:14:35. 1965 erzielte er (auf einer Punkt-zu-Punkt-Strecke, die den heutigen Ansprüchen an einen Rekord nicht genügt) beim Polytechnic Marathon seine persönliche Zeit von 2:13:41 als Zweiter hinter seinem Landsmann Morio Shigematsu, der mit 2:12:00 schneller war als Bikila in Tokio.
1966 wurde Terasawa Dritter beim Boston-Marathon.
Dem japanischen Schuhproduzenten Kihachiro Onitsuka (aus dessen Firma das heutige Unternehmen Asics hervorgegangen ist) war Terasawa behilflich, Laufschuhe zu konstruieren, mit denen der Bildung von Blasen (damals ein großes Problem für Läufer auf langen Distanzen) vorgebeugt wurde.